# Cebanico
Cebanico es un municipio y lugar español de la provincia de León, en la comunidad autónoma de Castilla y León. Perteneció a la antigua Jurisdicción de Almanza.

## Demografía

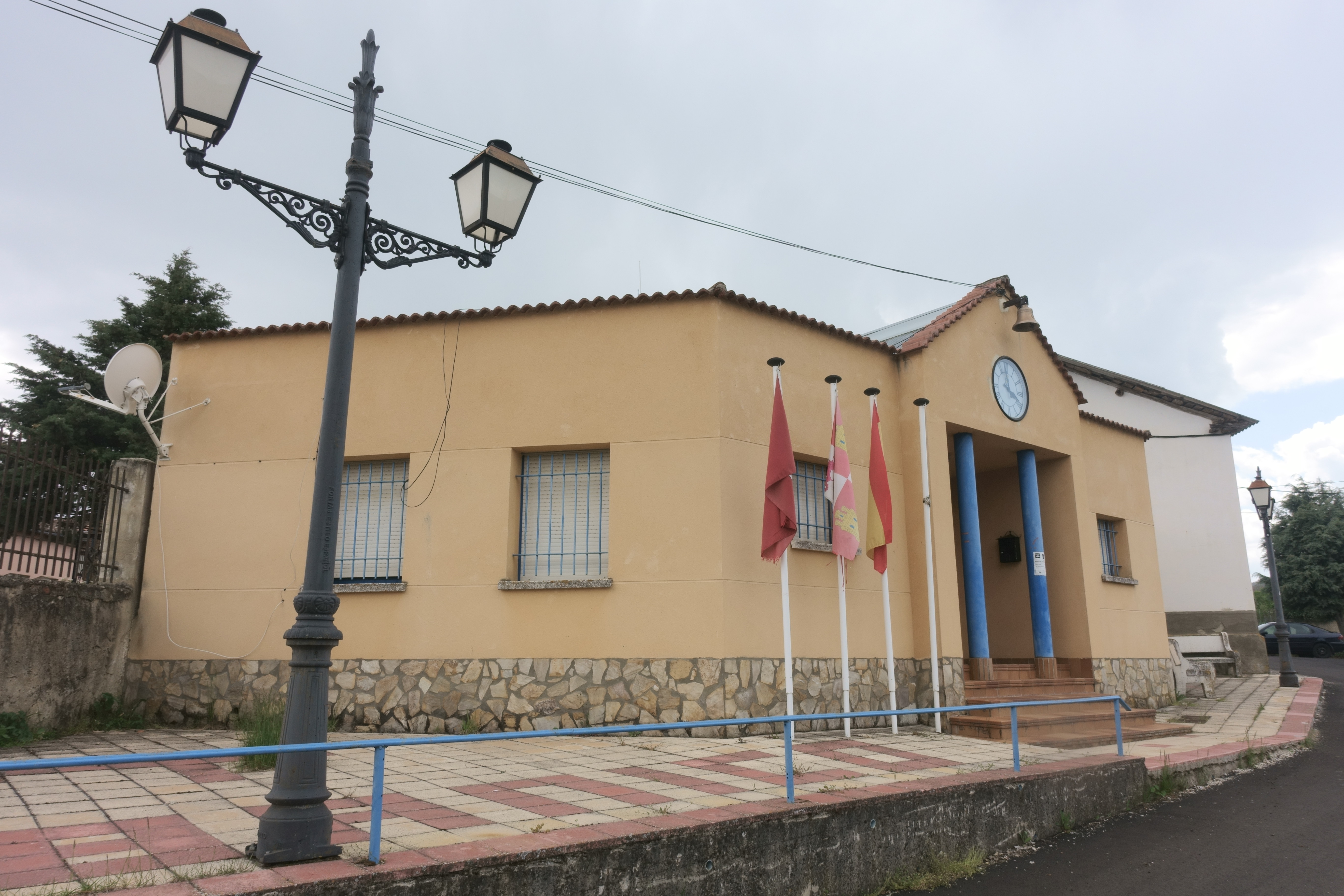
Casa consistorial

Cuenta con una población de 143 habitantes (INE 2024).
| Gráfica de evolución demográfica de Cebanico entre 1842 y 2021                                                        |
| |
| Población de derecho según los censos de población del INE. Población de hecho según los censos de población del INE. |

## Administración local
| Periodo   | Nombre                        | Partido |
| --------- | ----------------------------- | ------- |
| 1979-1983 | Mateo Fernández González      | UCD     |
| 1983-1987 | Ángeles González Iglesias     | PSOE    |
| 1987-1991 | José Luis Ramos Tejerina      | PSOE    |
| 1991-1995 | Manuel González González      | PSOE    |
| 1995-1999 | Ana María Novoa Fernández     | PP      |
| 1999-2003 | Ana María Novoa Fernández     | PP      |
| 2003-2007 | Santiago Medina González      | PSOE    |
| 2007-2011 | Manuel Jesús Rodríguez Ortega | PSOE    |
| 2011-2015 | Manuel Jesús Rodríguez Ortega | PSOE    |
| 2015-2019 | Manuel Jesús Rodríguez Ortega | PSOE    |
| 2019-2023 | Dionisio Gómez Mayordomo      | PSOE    |
| 2023-act. | Dionisio Gómez Mayordomo      | PP      |